# Anemone gokayamensis
Anemone gokayamensis är en ranunkelväxtart som beskrevs av M. Sugimoto, Tak. Sato och N. Naruhashi. Anemone gokayamensis ingår i släktet sippor, och familjen ranunkelväxter. Inga underarter finns listade i Catalogue of Life.